# 合金弹头5
合金弹头5，是PLAYMORE接手SNK开发的合金弹头系列第6作，2003年發售。使用SNK MVS基板，角色上塔爾馬·羅賓上尉和笠本·英里中士重新回歸。本作沒有太多分支，分支之間的場景十分相似，遊戲過程中載具極少，然而故事也沒有以往豐富。

## 劇情簡介
開發新一代METAL SLUG（也就是SV-001）的研究所又莫名其妙地受到不明的襲擊了。
這次記錄著METAL SLUG的資料光碟全部被奪走，一乾二淨。
有鑑於過去，只要有人（例如叛亂軍）搶起METAL SLUG絕對代表沒好事會發生，馬爾可和塔爾馬在第一時間接到了資料奪回命令，並追蹤其下落。
另一方面、正在調查Ptolemaic Army組織（Ptolemaic的意思為托勒密）的英里和菲歐，成功調查到了該組織目前位於一個古老的遺跡「火之回廊」內。
雖然她們曾試圖進入遺跡內並嘗試鎮壓，但這條必經的路線被當地的原住民和一台巨大的METAL SLUG給阻擋。
由這台特大號紅色SV-001攻擊事件，足以證明托勒密军是奪取METAL SLUG資料的組織。
正規軍隊為了將資料奪回並將組織消滅、決定由PF與麻雀的精銳部隊執行「火之回廊」的再度進攻作戰計劃。

## 本作要素
本作為系列裡唯一與莫丁軍團無任何故事關聯的作品，劇情方面算是另類的嘗試。
本遊戲未出現火焰發射器（F）。
本遊戲雙持機槍（2H）彈藥數增量為300發，詼諧的肥胖版本亦有出現。
基·寇卡坦克被擊毀後不會有火箭筒兵出來。
角色蹲下鍵與跳躍鍵同時按住可做出滑壘動作，過程中可射擊，中彈判定也較蹲下為小，並且可藉由其快速位移閃避攻擊。
第3關與第5關人質為戴眼鏡的日本上班族。
音樂風格偏電音，金屬及搖滾味道十足，在歷代都會出現的Final Attack（最終Boss戰）一曲上表現得尤其明顯。
载具方面，本作新增了 Slug Gunner，一台装备机枪（性能与步兵时的 H 类似）与主炮的双足步行机器人，近身时使用火药钉刺进行肉搏，可以转身向后，更可在蹲下时弹出履带高速行进顺带碾压敌兵。可说是标准坦克 Metal Slug 和 3 代 Morden 军的步兵装甲 Level Armor 的终极合体进化版。

## 關卡BOSS
- MISSON1

分支路中BOSS：黑色獵犬（Black Hound），一台跟Metal Slug一樣的坦克，除了裝備原有的重机枪、主炮之外，還裝備了迫擊砲與雷射，但是由人工電腦控制而非人為駕駛。同時原定為MISSON3和FINAL MISSON做為中BOSS再度出現，後來不知原因未植入。
BOSS：巨型Metal Slug。。正式名稱為合金支援，使用重机枪与火炮攻击玩家的巨型坦克，还会“站”起来试图压扁玩家。
- MISSON2

BOSS：雷式空母，巨型戰鬪機。机翼上带有会射出弹雨及电球的枪炮，也会从后面放出火球或直接使用发动机的灼热喷气烧焦玩家。
外型取材于B-2轰炸机。
- MISSON3

BOSS：驚嘯機甲，強襲建築用多足型兵器。攀爬在建筑楼外并用火炮、导弹及超声波攻击。
- MISSON4

BOSS：沙漠潛艇。可在沙中挖掘前进的潜艇，会用火雨、導弹、大炮及閃電球攻击玩家。
- FINAL MISSON

中BOSS：猛瑪象塔（Mammoth Tower），兩台象型機器，甩動的象鼻會發出雷射攻擊，也會射出火蛆，打死火蛆有機會取得雙機關槍（2H），狂暴後會用象鼻猛烈甩動玩家。
BOSS：黑暗的始源（Evil Spirit Incarnate）。背生双翼手拿镰刀的死神，弱點是中心部份的骷髏頭像，攻擊方式為火球和鐮刀，注意該BOSS場是全系列中唯一沒有任何武器掉落的關卡。
- 未釋出BOSS

石龜（Stone Turtle），猛瑪象塔下面正是之前托勒密軍費盡心思在遺址中挖掘出來，設定上是一座承載猛瑪象和托勒密歐斯的移動碉堡，可以通過用巨大的腳踩踏敵人並從側面發射導彈來進行攻擊。後來不知原因未植入，之後於手遊正式出現。
托勒密歐斯（Ptolemaios），托勒密軍的總司令，原作為黑暗的始源第一階段BOSS，與石龜一樣不知原因未植入，之後於手遊正式出現。

## 外部連結
- 越南大戰系列官方網站（页面存档备份，存于）
- 越南大戰5官方網站 （页面存档备份，存于）